# Почётный гражданин Вильнюса
«Почётный гражданин города Вильнюса» (лит. Vilniaus miesto garbės pilietis) — звание, учреждённое в 1996 году и присваиваемое Вильнюсским городским муниципалитетом «за особые заслуги перед Литовской Республикой и городом Вильнюсом». Ранее с 1967 года существовало в советской Литве.

## История

### В советской Литве
В Литовской ССР звание «Почётный гражданин Вильнюса» было учреждено в 1967 году, одним из первых в столицах союзных республик наряду с Минском и Кишинёвом. Решение о присвоении звания принималось «городским Советом по представлению партийных, профсоюзных и других общественных организаций, а также коллективов трудящихся». Первыми почётными гражданами Вильнюса в том же году «за особые заслуги перед столицей Литовской Советской Социалистической Республики в деле её освобождения от фашистской оккупации и внесённый вклад в преумножение славы города Вильнюса» стали советские военачальники — маршал Советского Союза Николай Крылов, маршал авиации Евгений Савицкий, генерал-полковник танковых войск Виктор Обухов. В 1973 году звание было присвоено маршалу Советского Союза Ивану Баграмяну.

### В независимой Литве
Звание «Почётный гражданин города Вильнюса» было учреждено 7 февраля 1996 года решением Вильнюсского городского совета на заседании под председательством заместителя мэра Ромуальдаса Сикорскиса. 30 октября того же года мэр Алис Видунас своим решением установил внешний вид знака почётного гражданина, представляющий собой серебряную медаль с изображением Большого герба Вильнюса на лентё фиолетового и жёлтого цветов. 28 декабря 2011 года при мэре Артурасе Зуокасе в статут звания были внесены изменения касательно погребения лауреатов. Первым почётным гражданином Вильнюса в 1996 году стал министр иностранных дел Исландии Йон Балдвин Ханнибалсон (по некоторым данным первым лауреатом после восстановления независимости Литвы был Владас Дрема, хотя эта информация не подтверждается Вильнюсским городским советом).

## Основания и права
Звание присваивается «за особые заслуги перед Литовской Республикой и городом Вильнюсом» по решению мэра или правления по предложению Вильнюсского городского совета. Выдвигать кандидатов на звание почётного гражданина могут как комитеты совета и общественные организации, так и обычные граждане. Звание присваивается гражданам Литовской Республики и иностранных государств. Лауреату звания вручается медаль и соответствующее свидетельство лично и за подписью мэра, а его имя вносится в книгу почётных граждан Вильнюса. Церемония присвоения звания проходит в Вильнюсской ратуше. Один человек может быть удостоен звания только один раз. Погребение почётного гражданина производится по просьбе его родственников за счёт муниципалитета.
Регламент позволяет принять решение о присвоении звания «по согласованию» — так в 2018 году, по данным некоторых СМИ, при принятии решения касательно кандидатуры Буша (которое в информационном агентстве «Baltic News Service» охарактеризовали как «единогласное») на заседании горсовета в присутствовало 30 из 51 членов горсовета, ввиду чего многие депутаты узнали о решении постфактум. По другим данным, голосование вовсе не проводилось, при том, что кандидатура Буша, предложенная ещё в 2017 году несколькими общественными деятелями, была одобрена в министерстве иностранных дел Литвы. Буш является единственным президентом США, посетившим Литву: во время своего визита в 2002 году он произнёс речь в Вильнюсской ратуше, в которой сказал — «Каждый, кто изберёт Литву своим врагом, тот станет врагом Соединённых Штатов Америки» (эти слова выбиты ныне на мемориальной доске на здании ратуши).

## Список почётных граждан Вильнюса
| №                 | Фото | Лауреат (годы жизни)                | Принадлежность | Дата            | П.     |
| ----------------- | ---- | ----------------------------------- | -------------- | --------------- | ------ |
| Советская Литва   |      |                                     |                |                 |        |
| 1                 |      | Николай Крылов (1903—1972)          | СССР           | 13 июля 1967    | [ 22 ] |
| 2                 |      | Виктор Обухов (1898—1975)           | СССР           | 13 июля 1967    | [ 23 ] |
| 3                 |      | Евгений Савицкий (1910—1990)        | СССР           | 13 июля 1967    | [ 24 ] |
| 4                 |      | Иван Баграмян (1897—1982)           | СССР           | 8 июля 1973     | [ 6 ]  |
| Независимая Литва |      |                                     |                |                 |        |
| 1                 |      | Йон Балдвин Ханнибалсон (род. 1939) | Исландия       | 7 февраля 1996  | [ 25 ] |
| 2                 |      | Рональд Рейган (1911—2004)          | США            | 7 февраля 1996  | [ 26 ] |
| 3                 |      | Казимирас Василяускас (1922—2001)   | Литва          | 11 февраля 2000 | [ 27 ] |
| 4                 |      | Мстислав Ростропович (1927—2007)    | Россия         | 26 июля 2000    | [ 28 ] |
| 5                 |      | Деннис Хастерт (род. 1942)          | США            | 14 марта 2001   | [ 29 ] |
| 6                 |      | Чеслав Милош (1911—2004)            | Польша         | 25 июля 2001    | [ 30 ] |
| 7                 |      | Юстинас Марцинкявичюс (1930—2011)   | Литва          | 20 ноября 2002  | [ 31 ] |
| 8                 |      | Збигнев Бжезинский (1928—2017)      | США            | 15 октября 2003 | [ 32 ] |
| 9                 |      | Йонас Кубилюс (1921—2011)           | Литва          | 26 апреля 2006  | [ 33 ] |
| 10                |      | Альгирдас Каушпедас (род. 1953)     | Литва          | 6 июня 2012     | [ 34 ] |
| 11                |      | Томас Венцлова (род. 1937)          | Литва          | 3 апреля 2013   | [ 35 ] |
| 12                |      | Шимон Перес (1923—2016)             | Израиль        | 10 июля 2013    | [ 36 ] |
| 13                |      | Альгирдас Бразаускас† (1932—2010)   | Литва          | 15 апреля 2015  | [ 37 ] |
| 14                |      | Альгимантас Насвитис (1928—2018)    | Литва          | 3 февраля 2016  | [ 38 ] |
| 15                |      | Самуэль Бак (род. 1933)             | США            | 25 апреля 2017  | [ 39 ] |
| 16                |      | Джордж У. Буш (род. 1946)           | США            | 29 августа 2018 | [ 40 ] |
| 17                |      | Викторас Буткус (род. 1954)         | Литва          | 9 января 2019   | [ 41 ] |
| 18                |      | Дангуоле Буткене (род. 1958)        | Литва          | 9 января 2019   | [ 41 ] |
| 19                |      | Юлиус Саснаускас (род. 1959)        | Литва          | 22 января 2020  | [ 42 ] |